# Leixlip
Leixlip (irl. Léim an Bhradáin) – miasto w Irlandii, w hrabstwie Kildare, liczy około 15 452 mieszkańców (2011).

## Miasta partnerskie
- Bressuire, Francja
- Niles, Stany Zjednoczone
- San Pegis, Hiszpania